# المسيحية في جزيرة أسينشين

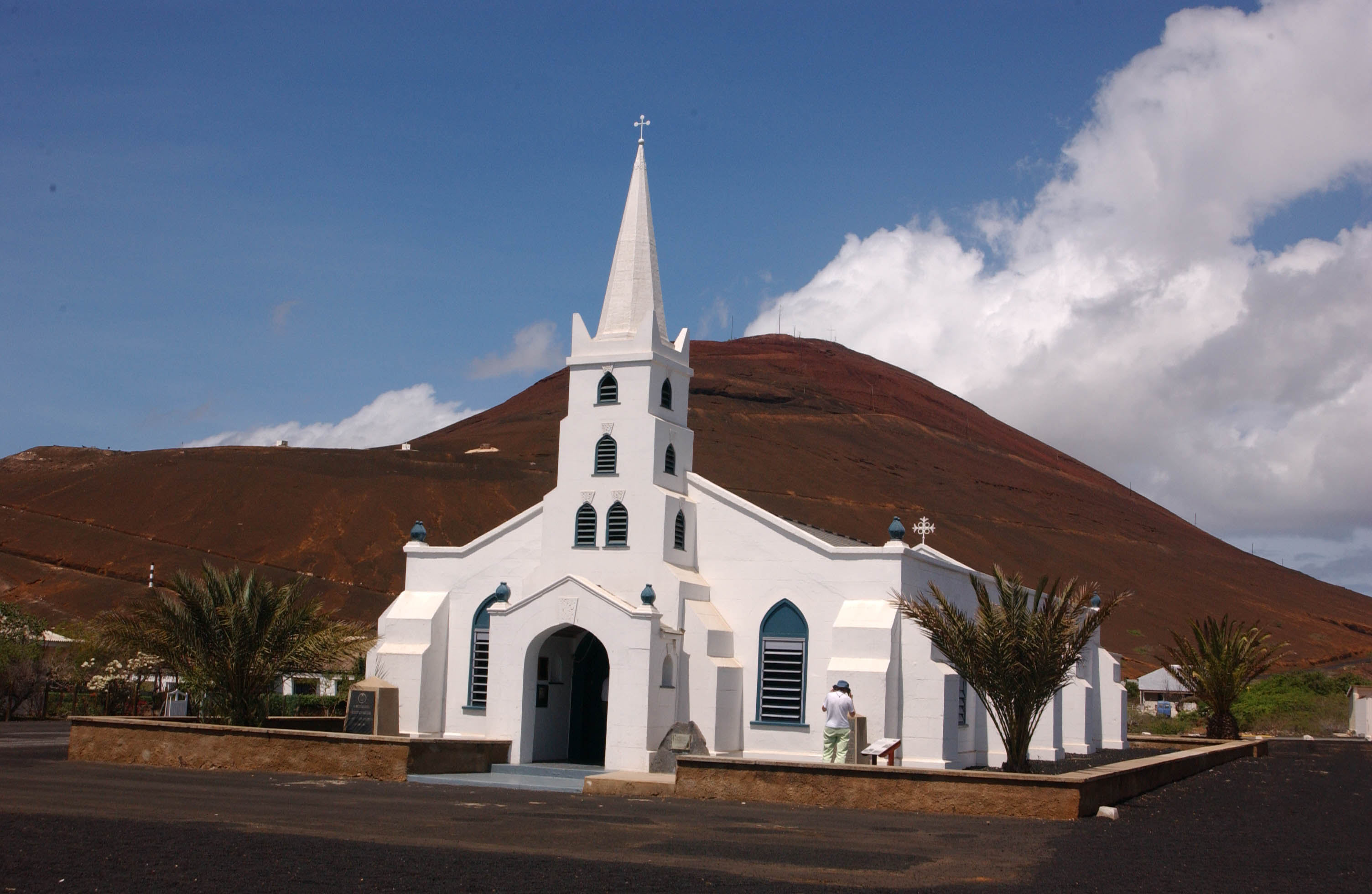
كنيسة سانت ماري في جورجتاون.

المسيحية هي الديانة السائدة في جزيرة أسينشين، حيث أن 100% من السكان الجزيرة البالغ عددهم 880 نسمة يعتنقون الديانة المسيحية والغالبيَّة العظمى منهم من أصول أوروبيَّة. أغلب سكان الجزيرة يتبعون الكنيسة الإنجليكانية في حين أن العدد المتبقي يتبع الكنيسة الرومانية الكاثوليكية. يذكر أنَّ الجزيرة سميت بجزيرة أسينشين أي الصعود نسبة إلى اليوم التي اكتشفت فيه وهو يصادف يوم ذكرى صعود يسوع وفقاً للتقويم والمعتقدات المسيحيَّة.
تضم البلاد أبرشيَّة أنجليكانية واحدة في جزيرة أسينشين، ويقع مقرها في كنيسة سانت ماري والتي تقع في العاصمة جورجتاون. ووضع الحجر الأساس لكنيسة سانت ماري من قبل السيدة دواير زوجة قائد البحرية الملكية البريطانية في 6 سبتمبر من عام 1843. وفي العام التالي وصل أول قسيس لخدمة قوات البحرية الملكية البريطانية وهو القس جورج بيلامي، وأكتمل الجزء الرئيسي من الكنيسة في عام 1846، مما يجعلها ثاني أقدم كنيسة أنجليكانية قائمة في الأبرشية بعد كنيسة سانت جيمس في سانت هيلانة. وصل الأسقف بيرس كالفيرلي كلوغتون في عام 1861 لتكريس الكنيسة وبين العام 1879 وعام 1880 تم القيام بأعمال الترميم وتمت إضافة مذبح. انتهت خدمة قساوسة البحرية الملكية البريطانية برئاسة الكنيسة في عام 1905 عندما تم تخفيض الحامية إلى 120 عضو. وقام الأساقفة بزيارتين سنويتين خلال يوم الأحد وأصبح يقوم بإداء الصلوات في الكنيسة من قبل أشخاص عاديين مرخص لهم من قبل الأسقف، وتم سحب البحرية الملكية البريطانية أخيراً في عام 1922. ومن عام 1966 فصاعدًا تم تعيين جون كراوفود كأول نائبٍ لكنيسة سانت ماري.